# Episodi di SOKO Wismar (decima stagione)
La decima stagione della serie televisiva SOKO Wismar è stata trasmessa in anteprima in Germania dalla ZDF tra il 10 ottobre 2012 e il 10 aprile 2013.
| nº | Titolo originale            | Titolo italiano | Prima TV Germania | Prima TV Italia |
| -- | --------------------------- | --------------- | ----------------- | --------------- |
| 1  | Steckschuss                 | inedito         | 10 ottobre 2012   | inedito         |
| 2  | Tot im Beton                | inedito         | 17 ottobre 2012   | inedito         |
| 3  | Die Mörderspinne            | inedito         | 24 ottobre 2012   | inedito         |
| 4  | Deckmäntel                  | inedito         | 31 ottobre 2012   | inedito         |
| 5  | Volles Risiko               | inedito         | 7 novembre 2012   | inedito         |
| 6  | Nachruf                     | inedito         | 14 novembre 2012  | inedito         |
| 7  | Kalte Pizza                 | inedito         | 21 novembre 2012  | inedito         |
| 8  | Schlechter Umgang           | inedito         | 28 novembre 2012  | inedito         |
| 9  | Ohne Abschied               | inedito         | 5 dicembre 2012   | inedito         |
| 10 | Außenborder                 | inedito         | 12 dicembre 2012  | inedito         |
| 11 | Goldrausch                  | inedito         | 19 dicembre 2012  | inedito         |
| 12 | Kollmar kommt               | inedito         | 2 gennaio 2013    | inedito         |
| 13 | Hochspannung                | inedito         | 9 gennaio 2013    | inedito         |
| 14 | Lockvogel                   | inedito         | 23 gennaio 2013   | inedito         |
| 15 | Klassentreffen              | inedito         | 30 gennaio 2013   | inedito         |
| 16 | Hinter verschlossenen Türen | inedito         | 6 febbraio 2013   | inedito         |
| 17 | Tod auf See                 | inedito         | 20 febbraio 2013  | inedito         |
| 18 | Frau im Schatten            | inedito         | 27 febbraio 2013  | inedito         |
| 19 | Stadt, Land, Tod            | inedito         | 6 marzo 2013      | inedito         |
| 20 | Eingelocht                  | inedito         | 13 marzo 2013     | inedito         |
| 21 | Ein Zipfel vom Glück        | inedito         | 20 marzo 2013     | inedito         |
| 22 | Beste Freunde               | inedito         | 27 marzo 2013     | inedito         |
| 23 | Der stille Herr Heisenberg  | inedito         | 3 aprile 2013     | inedito         |
| 24 | Abpfiff                     | inedito         | 10 aprile 2013    | inedito         |
| 25 | Stummer Zeuge               | inedito         | 17 aprile 2013    | inedito         |